# Autopsja kosmity
Autopsja kosmity – sekcja zwłok istoty pozaziemskiej przedstawiona w czarno-białym 17-minutowym filmie Raya Santilliego z lat 90. XX w. Domniemany kosmita miał być znaleziony po katastrofie niezidentyfikowanego obiektu latającego (UFO) w pobliżu Roswell w Nowym Meksyku 2 lipca 1947 (tzw. ⁣⁣Incydent w Roswell). Santilli utrzymywał, że taśmę z filmem otrzymał od emerytowanego kamerzysty wojskowego, który pragnął zachować anonimowość. 
W 2006 Santilli przyznał, że jego film nie jest autentycznym zapisem wydarzeń, a stanowi jedynie rekonstrukcję otrzymanego materiału. Twierdził, że wmontował kilka klatek z oryginalnej taśmy do własnego filmu. Nie przeprowadzono niezależnej weryfikacji, która potwierdzałaby istnienie oryginalnego fragmentu taśmy filmowej z rzekomej autopsji. 

## „Autopsja Kosmity: fakty czy fikcja?”
28 sierpnia 1995 amerykańska sieć telewizyjna Fox wyemitowała program pod tytułem Alien Autopsy: Fact or Fiction? z Jonathanem Frakesem w roli gospodarza. Program wywołał w USA sensację, którą tygodnik Time porównał do tej wywołanej przez emisję kilkusekundowego filmu przedstawiającego zamach na prezydenta Johna F. Kennedy'ego. Po premierze materiału Fox wyemitowało program jeszcze dwukrotnie, za każdym razem odnotowując coraz większą oglądalność.
Zatrudniony przez producenta programu Roberta Kiviata, reżyser John Jopson, jako jedna z pierwszych osób zaczął podejrzewać Santilliego o oszustwo. Do takiego wniosku doszedł po przeprowadzonym z nim wywiadzie oraz po wykonaniu dalszego rozpoznania. O swoich podejrzeniach poinformował zarówno Fox, jak i Kiviata. Ich odpowiedź opisał następująco: „Dano mi jasno do zrozumienia, że jeśli materiał zostanie ujawniony jako oszustwo przed emisją programu, oglądalność będzie niska”. Jopson następnie skorzystał z usług swojego przyjaciela, prywatnego detektywa Williama Deara, który zdaniem Jopsona został powstrzymany przez producentów z obawy przed ujawnieniem mistyfikacji. W konsekwencji działalność detektywa ograniczyła się do zbadania tożsamości „tajemniczego kamerzysty”, który miał dostarczyć taśmę z filmem Santilliemu. Dwóch uczestników programu, Stan Winston i Kevin D. Randle, stwierdziło w swoich wywiadach, że ich filmy to wyraźna mistyfikacja, ale ich zeznania zostały w programie przekształcone.

## Oświadczenie Santilliego
5 kwietnia 2006 telewizja Sky wyemitowała film dokumentalny „Eamonn bada: Autopsja kosmity” prowadzony przez Eamonn Holmes. W tym programie Ray Santilli i producent Gary Shoefield przyznali, że ich film to „rekonstrukcja”, zawierająca tylko kilka klatek z oryginalnych dwudziestu dwóch rolek filmu oglądanego przez Santilliego w 1992 r. Wyjaśnili, że materiał zakupili dopiero po pewnym czasie, gdyż musieli nagromadzić odpowiednio dużą sumę pieniędzy. Wtedy okazało się, że zaledwie kilka klatek pozostało nienaruszonych, a reszta została zniszczona przez ciepło i wilgoć. Autorzy nie wskazali, które klatki filmu miały być ich zdaniem autentyczne.
Nagrania, oprócz ciała kosmity, przedstawiają rzekome artefakty obcych odzyskane z miejsca katastrofy. Wśród nich znajdują się obce symbole oraz panele kontrolne na sześć palców, co Santilli opisał w programie dokumentalnym telewizji Sky jako własną wizję artystyczną. Artefakty, jak i samo ciało obcego zostały stworzone przez artystę, rzeźbiarza Johna Humphreysa. W programie telewizyjnym Santilli i Shoefield przyznali się również do zaangażowania bezdomnego, którego spotkali na ulicach Los Angeles, do zarejestrowania głosu emerytowanego kamerzysty. Ten miał uczynić ich materiał bardziej wiarygodnym.